# Dorosoma petenense
Dorosoma petenense és una espècie de peix pertanyent a la família dels clupeids.

## Descripció
- Pot arribar a fer 22 cm de llargària màxima (normalment, en fa 10).
- 11-15 radis tous a l'aleta dorsal i 17-27 a l'anal.
- Nombre de vèrtebres: 43-44.
- Boca petita.[3][4][5]

## Reproducció
Té lloc a la primavera i la tardor en aigua dolça. Els ous s'adhereixen a la vegetació aquàtica i les larves són pelàgiques.

## Alimentació
Menja copèpodes, cladòcers, alevins, matèria orgànica i detritus.

## Depredadors
És depredat per la perca americana (Micropterus salmoides) (als Estats Units), Cichla ocellaris i el llobarro atlàntic ratllat (Morone saxatilis) (als Estats Units).

## Hàbitat
És un peix d'aigua dolça, salabrosa i marina; pelàgic-nerític; anàdrom i de clima subtropical (1 °C-35 °C; 42°N-15°N, 159°W-81°W) que viu entre 0–15 m de fondària.

## Distribució geogràfica
Es troba a Belize, Guatemala, Hondures, Mèxic, Puerto Rico i els Estats Units (conca del riu Mississipi). Ha estat introduït a les illes Hawaii.

## Longevitat
Pot assolir els 4 anys.

## Observacions
És inofensiu per als humans.